# Umia
L'Umia és un riu gallec que recorre la província de Pontevedra i desemboca a l'oceà Atlàntic. Té una longitud d'uns 70 km i un cabal mitjà de 16,3 m³.
Neix a la parròquia d'Aciveiro, al municipi de Forcarei, de la unió dels rierols de Raigosa, Filloi, Alende i Grela. Recorre també els municipis d'A Estrada, Cuntis, Moraña, Caldas de Reis, Portas, Meis, Vilanova de Arousa, Ribadumia i Cambados. Finalment, desemboca a la ria d'Arousa a A Ponte da Barca (Cambados).